# Tó Zé
António José Pinheiro Carvalho, semplicemente noto come Tó Zé o anche come Tozé (Forjães, 14 gennaio 1993), è un calciatore portoghese, centrocampista dell'Al-Riyadh.

## Caratteristiche tecniche
È un trequartista.

## Carriera

### Club
Esordisce in prima squadra il 10 febbraio 2013 contro l'Olhanense (1-0).

### Nazionale
Ha partecipato ai Mondiali Under-20 del 2013 ed agli Europei Under-21 del 2015.